# I’m the Man (minialbum)
I'm the Man – drugi minialbum thrashmetalowego zespołu Anthrax wydany w 1987 roku.

## Skład
- Joey Belladonna - śpiew
- Dan Spitz - gitara elektryczna
- Scott Ian - gitara elektryczna
- Frank Bello - gitara basowa
- Charlie Benante - perkusja

## Lista utworów
1. "I'm the Man (Censored Radio Version)" - 3:03 (Joey Belladonna, Frank Bello, Charlie Benante, Scott Ian, John Rooney, Dan Spitz)
2. "I'm the Man (Def Uncensored Version)" - 3:04 (Belladonna, Bello, Benante, Ian, Rooney, Spitz)
3. "Sabbath Bloody Sabbath (cover Black Sabbath)" - 5:48 (Geezer Butler, Tony Iommi, Ozzy Osbourne, Bill Ward)
4. "I'm the Man (Live)" - 4:39 (Belladonna, Bello, Benante, Ian, Rooney, Spitz)
5. "Caught in a Mosh (Live)" - 5:34 (Anthrax)
6. "I Am the Law (Live)" - 5:48 (Anthrax, Lilker)